# Roger Miller
Roger Dean Miller (2. ledna 1936 Fort Worth, Texas, USA – 25. října 1992, Los Angeles, Kalifornie, USA) byl americký herec, skladatel a country zpěvák, známý pro své humorné písně.
Svoji kariéru zahájil v padesátých letech jako skladatel a textař, kdy napsal několik hitů pro Jima Reevese (Billy Bayou) či Raye Pricea. V roce 1964 vydal své první zlaté album Roger and Out, které obsahovalo hned dva hity: Dang me a Chug a lug – obě nahrávky byly úspěšné na hitparádě countryové i popové. Další rok na albu The Return of Roger Miller vydal svůj největší hit, píseň King of the Road, oceněnou cenou Grammy i cenou Countryové asociace. Na vrcholu popularity byl do konce šedesátých let, pak jeho popularita postupně klesala. Jeho posledním hitem byla se v roce 1982 stala nahrávka Old Friends s Willie Nelsonem a Rayem Pricem. Byl třikrát ženatý a měl osm dětí.
Během svého života vydal celkem 19 dlouhohrajících desek a získal 11 cen Grammy.

## Největší hity
- King of the road: #1 US country, #4 US pop, #1 US AC, #10 CAN pop, #1 UK, #1 NOR
- Engine engine number 9: #2 US country, #7 US pop, #2 US AC, #11 CAN pop, #33 UK
- Dang me: #1 US country, #7 US pop, #3 CAN country, #6 CAN pop
- England swings: #3 US country, #8 US pop, #1 US AC, #13 UK

## České coververze
- King of the road – Král silnice (Rangers - Plavci), Toulavej vůz (Karel Hála)
- One dying and a burying – A slunce pálí jen (Greenhorns)
- I've been a long time leavin' - Já jsem byl bloud (Pavel Bobek)
- Engine engine number 9 - Podzim, podzim přichází (Jiří Grossmann)